# Museu da Imagem e Memória

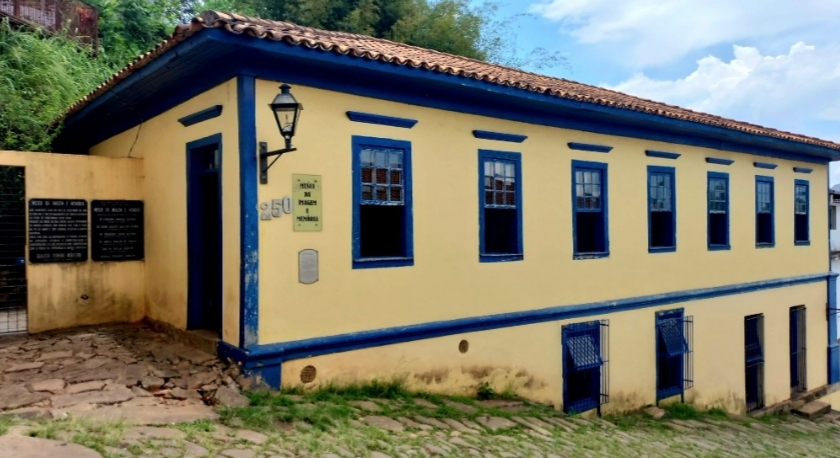
Museu da Imagem e Memória do município de Congonhas, Minas Gerais, Brasil.

O Museu da Imagem e Memória de Congonhas é um museu histórico, instalado no antigo Casarão dos Fonseca. Possui em sua instalação de dois pavimentos, um grande acervo, onde encontram-se espaços de exposições dedicados a fotos, documentos e objetos antigos da cidade, que contam a história de Congonhas e de seus habitantes. Localiza-se próximo à Igreja Matriz de São José Operário, na Rua Bom Jesus (histórica Rua da Ladeira), n° 250, Basílica.
No entorno do Museu da Imagem e Memória há casarões do século XVIII e XIX, e construções monumentais como a Romaria, o Santuário do Bom Jesus de Matozinhos, a Igreja de São José e outros elementos paisagísticos e arquitetônicos de destaque na paisagem urbana do centro da cidade de Congonhas.

## História
O casarão que atualmente abriga o Museu, provavelmente foi construído em fins do século XIX, na região onde surgiu o povoado que deu origem ao município. Seu perímetro registrado em cartório foi tombado no ano de 2002, pelo decreto n° 3.348. Conhecido como “Casa Amarela” pelos congonhenses, o primeiro registro do referido imóvel encontrado é o do Cartório do 1° Ofício da Comarca de Lafaiete, em nome do Santuário de Bom Jesus, com data de 28 de julho de 1904. Já na década de 50, a casa passou a pertencer a Vital Nascimento de Barros.
Ao longo do tempo, a casa passou por diversas intervenções, feitas de modo aleatório, sem o menor cuidado quanto aos materiais escolhidos e com a execução em si, o que acabaram por descaracterizá-la um pouco. Passou de residência a pensão, até chegar ao seu título atual, e permaneceu durante um bom tempo desocupada, sem receber nenhum tipo de manutenção, o que a deixou em péssimo estado.
Com estilo colonial, sendo um dos exemplares mais antigos, o casarão do Museu atualmente pertence à Prefeitura Municipal de Congonhas, tendo sido restaurado no 2º semestre de 2001, segundo o projeto desenvolvido pela arquiteta Gisele Vasconcelos e avaliação realizada pelo IPHAN, sob a coordenação do arquiteto Altino Caldeira. Sendo inaugurado no dia do aniversário da cidade, quando serviu de palco para a solenidade de entrega do certificado da UNESCO que elevou o município a Patrimônio Mundial da Humanidade.

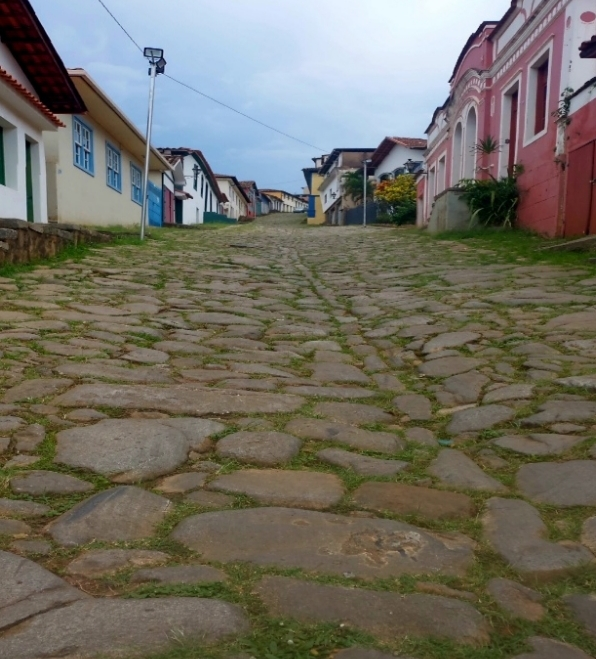
Rua Bom Jesus (Rua da Ladeira), Congonhas.

## Detalhes Arquitetônicos
O Museu representa um marco visual importante na paisagem urbana enquanto referência da memória histórica da cidade, podendo ser visto facilmente por quem percorre a ladeira, devido à sua grandiosidade estética e volumétrica.
Como a rua Bom Jesus é bastante inclinada, a edificação teve de se adaptar à grande diferença de nível, de uma extremidade à outra do lote, gerando assim um porão. Dessa forma, a extremidade direita da casa possui dois pavimentos, enquanto a esquerda, somente um. Com as obras de restauração, foram feitas adaptações internas, tanto em termos de materiais de acabamentos, quanto em equipamentos, necessárias para compatibilizar o uso do sobrado como Museu.
Os ambientes internos são bem espaçosos e sua tipologia foi mantida. Assim o pavimento superior possui três salas e um salão, além da recepção e instalações de apoio: copa e banheiros. Todas as portas e janelas foram pintadas com tinta azul. As portas internas possuem, ainda, bandeira fixa de vidro preso em caixilho de madeira. O piso é em tabuado de madeira apoiado sobre barrotes aparentes, como o original. No porão, foi colocado piso em granito bruto, substituindo a terra batida. Além disso, ele foi escavado em algumas áreas.
A opção pelo piso de granito em oposição à terra batida, se fez devido ao fato deste abrigar um grande acervo histórico de Congonhas, com peças muito valiosas. O porão também teve sua distribuição interna remodelada e o pé direito aumentado, compondo-se de uma sala ampla e de um espaço multimídia, sendo ligado ao pavimento superior através de uma escada interna.

## Acervo
Com relação ao acervo, dentro do Museu podemos encontrar diversas exposições, que podem ser organizadas em datas, mas algumas, que permanecem fixas, contam fatos sobre as personalidades que marcaram a história do município. Estes arquivos e objetos foram cedidos pelos familiares dessas figuras históricas.
Alguns exemplos de personalidades presentes no Museu são: o médium Zé Arigó, que durante vinte anos se constituiu num fenômeno que impressionou todo o Brasil; Tia Vick, que criou a Escola de Balé Victória Parcus; Dr. Victorino dos Santos Ribeiro, primeiro médico do município que trouxe a energia elétrica para a região; Padre Leonardo, idealizador do Cine Teatro Leon e do Hospital Bom Jesus; Senhor Brasilino, mestre escultor; Dom Silvério Gomes Pimenta, primeiro Arcebispo de Mariana e respeitado intelectual; Djalma Andrade, jornalista e poeta; Romualdo José Monteiro de Barros, Barão de Paraopeba, Lucas Antônio Monteiro de Barros, primeiro Barão e Visconde com grandeza de Congonhas e Lucas Antônio Monteiro de Castro, segundo Barão.